# Mirafra passerina
Mirafra passerina é uma espécie de ave da família Alaudidae.
Pode ser encontrada nos seguintes países: Angola, Botswana, Namíbia, África do Sul, Zâmbia e Zimbabwe.
Os seus habitats naturais são savanas áridas e campos de gramíneas subtropicais ou tropicais secos de baixa altitude.